# Chase Gasper
Chase Blair Gasper (Alexandria, 25 gennaio 1996) è un calciatore statunitense, difensore del Chicago Fire.

## Carriera

### Club

#### Gli inizi
Gasper frequentò l’università UCLA di Los Angeles, dove per tre anni gioco nella squadra di calcio studentesca. Successivamente si trasferisce nell'Università del Maryland e durante questo periodo gioca le prime partite in U.S. Open Cup con il PSA Elite e in PDL con il Golden State Force FC.

#### Minnesota United
L'11 gennaio 2019 viene scelto come 15ª scelta agli MLS SuperDraft dal Minnesota Utd. Il 19 giugno seguente esordisce in MLS subentrando nel secondo tempo della partita giocata contro il Colorado Rapids. Alla sua prima stagione da professionista colleziona complessivamente 16 presenze nella massima divisione statunitense. La stagione successiva viene impiegato spesso da titolare e il 7 luglio 2020 trova la prima rete da professionista contro il Real Salt Lake.

### Nazionale
Nel gennaio 2020 riceve la prima chiama in nazionale maggiore e il 1º febbraio esordisce con gli Stati Uniti subentrando al 77º minuto di gioco nell'amichevole giocata contro la Costa Rica.

## Statistiche

### Presenze e reti nei club
Statistiche aggiornate al 23 marzo 2024.
| Stagione             | Squadra              | Campionato           | Campionato | Campionato | Coppe nazionali | Coppe nazionali | Coppe nazionali | Coppe continentali | Coppe continentali | Coppe continentali | Altre coppe | Altre coppe | Altre coppe | Totale | Totale |
| Stagione             | Squadra              | Comp                 | Pres       | Reti       | Comp            | Pres            | Reti            | Comp               | Pres               | Reti               | Comp        | Pres        | Reti        | Pres   | Reti   |
| -------------------- | -------------------- | -------------------- | ---------- | ---------- | --------------- | --------------- | --------------- | ------------------ | ------------------ | ------------------ | ----------- | ----------- | ----------- | ------ | ------ |
| 2015                 | Maryland Terrapins   |                      | -          | -          | USOC            | 1               | 0               | -                  | -                  | -                  | -           | -           | -           | 1      | 0      |
| 2018                 | PSA Elite            |                      | -          | -          | USOC            | 1               | 0               | -                  | -                  | -                  | -           | -           | -           | 1      | 0      |
| 2019                 | Minnesota Utd        | MLS                  | 15+1       | 0          | USOC            | 5               | 0               | -                  | -                  | -                  | -           | -           | -           | 21     | 0      |
| 2020                 | Minnesota Utd        | MLS                  | 15+3       | 1          |                 | -               | -               | -                  | -                  | -                  | MiB         | 6           | 0           | 24     | 1      |
| 2021                 | Minnesota Utd        | MLS                  | 30+1       | 1+0        |                 | -               | -               | -                  | -                  | -                  | -           | -           | -           | 31     | 1      |
| gen.-mag. 2022       | Minnesota Utd        | MLS                  | 0          | 0          | USOC            | 1               | 0               | -                  | -                  | -                  | -           | -           | -           | 1      | 0      |
| Totale Minnesota Utd | Totale Minnesota Utd | Totale Minnesota Utd | 60+5       | 2+0        |                 | 6               | 0               |                    | -                  | -                  |             | 6           | 0           | 77     | 2      |
| mag.-nov. 2022       | LA Galaxy            | MLS                  | 17         | 0          | USOC            | 0               | 0               | -                  | -                  | -                  | LC          | 1           | 0           | 18     | 0      |
| gen.-apr. 2023       | LA Galaxy            | MLS                  | 0          | 0          | -               | -               | -               | -                  | -                  | -                  | -           | -           | -           | 0      | 0      |
| Totale LA Galaxy     | Totale LA Galaxy     | Totale LA Galaxy     | 17         | 0          |                 | 0               | 0               |                    | -                  | -                  |             | 1           | 0           | 18     | 0      |
| apr.-nov. 2023       | Houston Dynamo       | MLS                  | 5          | 0          | USOC            | 3               | 0               | -                  | -                  | -                  | LC          | 0           | 0           | 8      | 0      |
| 2024                 | Chicago Fire         | MLS                  | 4          | 0          | -               | -               | -               | -                  | -                  | -                  | LC          | 0           | 0           | 4      | 0      |
| Totale carriera      | Totale carriera      | Totale carriera      | 91         | 2          |                 | 11              | 0               |                    | -                  | -                  |             | 7           | 0           | 109    | 2      |

### Cronologia presenze e reti in nazionale
| Cronologia completa delle presenze e delle reti in nazionale ― Stati Uniti | Cronologia completa delle presenze e delle reti in nazionale ― Stati Uniti | Cronologia completa delle presenze e delle reti in nazionale ― Stati Uniti | Cronologia completa delle presenze e delle reti in nazionale ― Stati Uniti | Cronologia completa delle presenze e delle reti in nazionale ― Stati Uniti | Cronologia completa delle presenze e delle reti in nazionale ― Stati Uniti | Cronologia completa delle presenze e delle reti in nazionale ― Stati Uniti | Cronologia completa delle presenze e delle reti in nazionale ― Stati Uniti |
| Data                                                                       | Città                                                                      | In casa                                                                    | Risultato                                                                  | Ospiti                                                                     | Competizione                                                               | Reti                                                                       | Note                                                                       |
| -------------------------------------------------------------------------- | -------------------------------------------------------------------------- | -------------------------------------------------------------------------- | -------------------------------------------------------------------------- | -------------------------------------------------------------------------- | -------------------------------------------------------------------------- | -------------------------------------------------------------------------- | -------------------------------------------------------------------------- |
| 1-2-2020                                                                   | Los Angeles                                                                | Stati Uniti                                                                | 1 – 0                                                                      | Costa Rica                                                                 | Amichevole                                                                 | -                                                                          | 77’                                                                        |
| Totale                                                                     |                                                                            | Presenze                                                                   | 1                                                                          |                                                                            | Reti                                                                       | 0                                                                          |                                                                            |

## Palmarès

### Club
- Lamar Hunt U.S. Open Cup: 1

Houston Dynamo: 2023